# Cerodontha patagonica
Cerodontha patagonica är en tvåvingeart som beskrevs av Spencer 1982. Cerodontha patagonica ingår i släktet Cerodontha och familjen minerarflugor. Inga underarter finns listade i Catalogue of Life.